# Smedgöl (Vissefjärda socken, Småland)
Smedgöl är en sjö i Emmaboda kommun i Småland och ingår i Nättrabyåns huvudavrinningsområde.